# Vyhne
Vyhne este o comună slovacă, aflată în districtul Žiar nad Hronom din regiunea Banská Bystrica. Localitatea se află la altitudinea de 350 m deasupra n.m., se întinde pe o suprafață de 18,34 km2 și în 2017 număra 1.198 de locuitori.

## Istoric
Localitatea Vyhne este atestată documentar din 1256.

## Demografie
| An:                | 1994 | 2004    | 2014   | 2024   |
| ------------------ | ---- | ------- | ------ | ------ |
| Număr de persoane: | 1515 | 1341    | 1227   | 1117   |
| Diferență:         |      | −11,48% | −8,50% | −8,96% |

| An:                | 2023 | 2024 |
| ------------------ | ---- | ---- |
| Număr de persoane: | 1117 | 1117 |
| Diferență:         |      | +0%  |